# McHenry (Illinois)
McHenry è un comune degli Stati Uniti d'America, situato in Illinois, nella contea di McHenry.